# 松浦武四郎

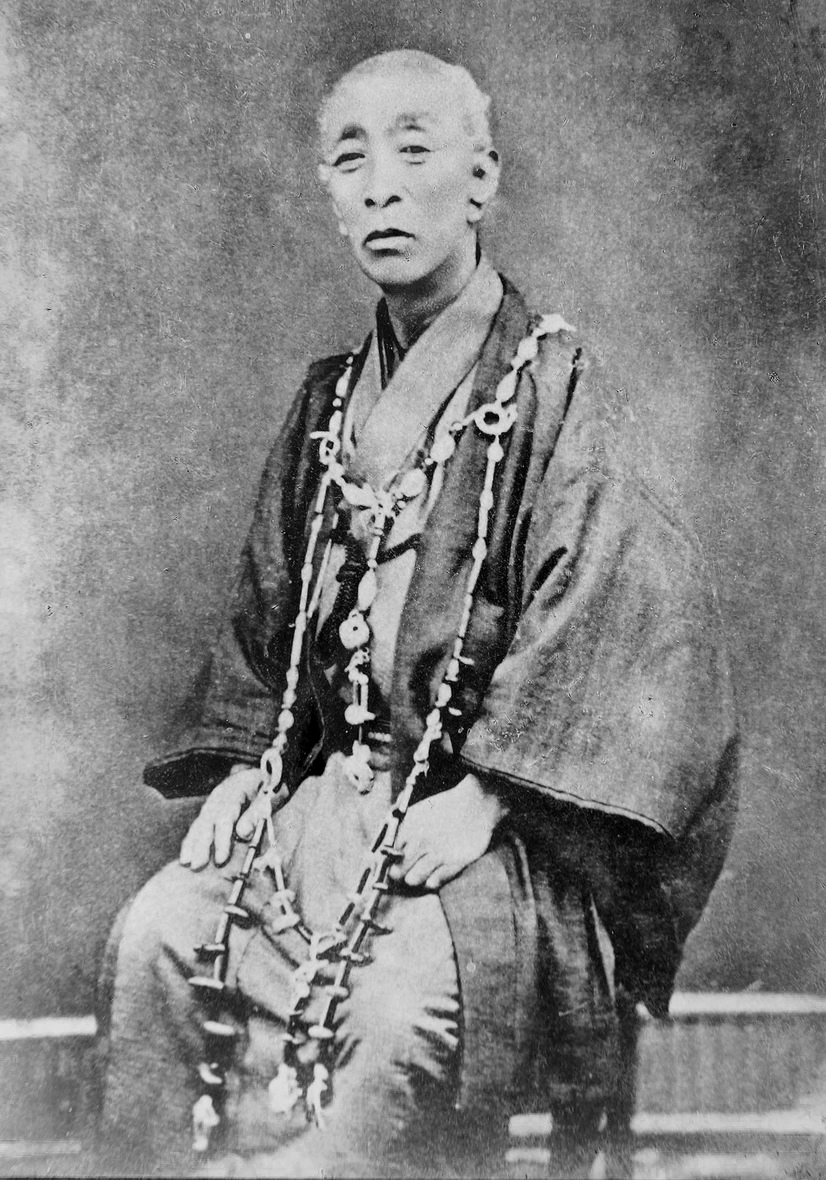
松浦武四郎。首から下げているのは、武四郎がコレクションしていた古物で自作したもの。

松浦 武四郎（まつうら たけしろう、文化15年2月6日〈1818年3月12日〉 - 明治21年〈1888年〉2月10日）は、江戸時代末期（幕末）から明治にかけての探検家・浮世絵師・著述家・好古家。名前の表記は竹四郎とも。諱は弘。雅号は北海道人（ほっかいどうじん）、多気志楼、天塩守など多数。蝦夷地を探査し、北加伊道（のちの北海道）という名前を考案したほか、アイヌ民族・アイヌ文化の研究・記録に努めた。

## 経歴

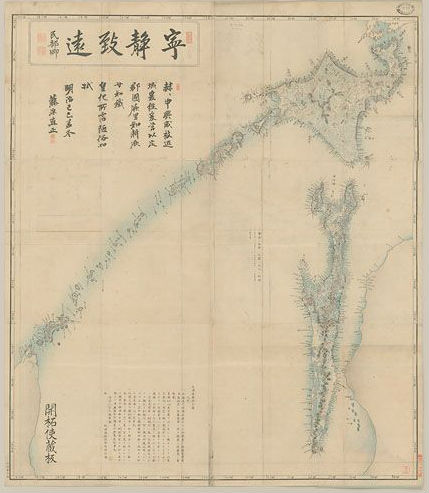
制作に携わった「北海道国郡全図」（1869年発行）

文化15年（1818年）、伊勢国一志郡須川村（現在の三重県松阪市小野江町）にて郷士・松浦桂介ととく子の四男として生まれる。松浦家は、肥前国平戸の松浦氏の一族で中世に伊勢国へ移住してきたといわれ、別書では、代々百姓で、父・桂祐の次男として生まれたとしている。父親は庄屋を営んでおり、比較的恵まれた中、武四郎は13歳から3年間、平松楽斎（漢学者・伊勢津藩士）のもとで学び、猪飼敬所、梁川星巌らの知己を得るなど、後の探検家として役に立つ文化的な素養を身に付けたとされる。
山本亡羊に本草学を学び、16歳から日本国内の諸国をめぐった。天保9年（1838年）に平戸で僧となり文桂と名乗るが、故郷を離れている間に親兄弟が亡くなり天涯孤独になったのを契機に、弘化元年（1844年）に還俗して蝦夷地探検に出発する。1846年には樺太詰となった松前藩医・西川春庵の下僕として同行し、その探査は北海道だけでは無く択捉島や樺太にまで及んだ。蝦夷では詩人の頼三樹三郎と旅することもあった。安政2年（1855年）に江戸幕府から蝦夷御用御雇に抜擢されると再び蝦夷地を踏査し、「東西蝦夷山川地理取調図」 を出版。文久元年（1861年）に江戸に出て杉原心斎のもとで寄宿していた岡本文平は、下谷に住んでいた武四郎を訪ねて樺太についての情報を得ている。明治2年（1869年）6月に「蝦夷開拓御用掛」となり、蝦夷地に「北海道」（当初は「北加伊道」）と命名した。
更にアイヌ語の地名を参考にして国名・郡名を選定している。
また、武四郎は単なる地理や自然の記録に留まらず、アイヌ民族やその文化に対しても敬意を表しており、民族と文化を守るために、まずアイヌ文化を正しく知って、理解してもらうことが必要として、アイヌ民族・文化の紹介を熱心におこなった。武四郎が出版した『蝦夷漫画』ではアイヌの文化がありのままに紹介されている。また、武四郎は、圧政に苦しむアイヌ民族の窮状を見聞きしたことで、幕府に対し、開発の必要性はもちろん大事であるが、それよりもまず今日のアイヌ民族の命と文化を救うべきであると、調査報告書の随所で訴えた。『近世蝦夷人物誌』では、百数十人のアイヌの人々が実名で登場し、アイヌ民族の生き様を紹介した。しかし、ここでは松前藩や和人による圧制もそのまま記されていたことから、武四郎の生前には出版が許可されなかった。武四郎の訴えにより、場所請負制は1869年（明治2年）9月に明治政府の島義勇によって一旦は廃止が決定されたものの、場所請負人や商人らが反発したため、同年10月「漁場持」と名を変えて旧東蝦夷地（太平洋岸および千島）や増毛以北の旧西蝦夷地（日本海岸およびオホーツク海岸）で存続が決定。これに失望した武四郎は、翌明治3年（1870年）に、開拓使の職を辞すると共に、従五位の官位を返上した。この間、北海道へは私人として3度、公務で3度の合計6度赴き、およそ150冊の調査記録書を遺した。

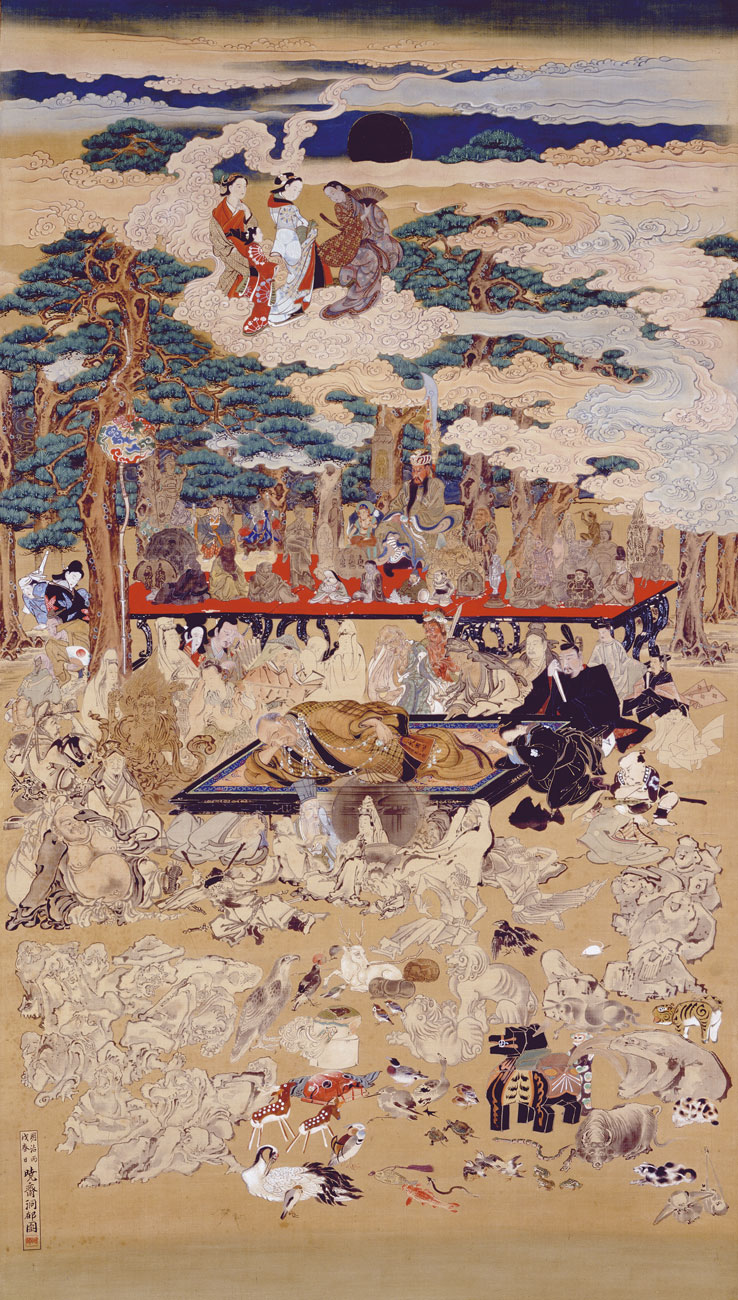
「武四郎涅槃図」河鍋暁斎画

余生を著述に過ごしたが、死の前年まで全国歴遊を続けたと言われている。武四郎は天神（菅原道真）を篤く信仰し（天神信仰）、全国25の天満宮を巡り、鏡を神社に奉納した。好古家としても知られ、縄文時代から近代までの国内外の古物を蒐集し、64歳のときには、自分を釈迦に見立て古物コレクションに囲まれた「武四郎涅槃図」を河鍋暁斎に描かせている。また、明治3年（1870年）には北海道人と号して「千島一覧」 という錦絵を描き、晩年の68歳より富岡鉄斎からの影響で奈良県大台ケ原に登り始め、自費で登山道の整備、小屋の建設などを行った。
明治21年（1888年）、東京神田五軒町の自宅で脳溢血により死去した。享年71（満70歳没）。遺骨は染井霊園の1種ロ10号2側に埋葬されているほか、武四郎が最も好きだったという西大台・ナゴヤ谷に明治22年（1889年）に建てられた「松浦武四郎碑」 に分骨されてもいる。
なお、ピアニストの関孝弘は武四郎の玄孫にあたる。

## 記念館等
生地の三重県松阪市小野江町には、生家と武四郎の遺した資料を保管する「松浦武四郎記念館」 があり、多彩な活躍と広い人脈を紹介する展示を2ヶ月ごとに入れ替え、また講演会や「武四郎講座」 と題した座学を開いている（平成6年（1994年）開館）。松浦武四郎記念館は2022年4月24日にリニューアルオープンし、記念行事として武四郎の玄孫にあたる関孝弘のピアノリサイタルが開催される。
また、公益財団法人静嘉堂文庫には、武四郎が収集した古物資料約900点が保存されている。
北海道音威子府村物満内 には「北海道命名之地」の記念碑があり、釧路市の幣舞公園、安政4年（1857年）の天塩川流域調査で立ち寄った地点のうち出発点の天塩町鏡沼海浜公園 (銅像・歌碑)など、小平町鬼鹿広富のにしん文化歴史公園 には銅像がある（武四郎の身長は4尺8寸（4.8尺 (150 cm)）、足の大きさは24cm）。北海道勇払郡厚真町富里の松浦武四郎記念碑 を始め、道内に50基に余る記念碑があるといわれる。天塩町鏡沼海浜公園に立つ松浦の歌碑に2首刻まれている。
「蝦夷人の みそぎなしたる 天塩川 今宵ぞ夏の とまりをばしる」

「ながむれば 渚ましろに 成にけり てしほの浜の 雪の夕暮れ」

## 一畳敷書斎
武四郎が1886年に五軒町の自宅の片隅に造った一畳敷の書斎が、東京都三鷹市の実業家・山田敬亮の別荘「泰山荘」の茶室に移築され、現在は国際基督教大学構内「泰山荘高風居（こうふうきょ）」として国の登録有形文化財に登録されている。武四郎が記した目録『木片勧進』によると、法隆寺、熊野本宮、春日大社、久能山稲荷神社、伊勢神宮外宮、東福寺仏殿といった全国の社寺の白鳳時代から江戸時代後期に渡る古材を譲り受けて組み上げたもので、武四郎は「死んだら一畳敷を解体してだびに付してほしい」と遺言した。
ところがその死後、徳川頼倫の南葵文庫に移築、次に代々木上原の徳川家別邸「静和園」の茶室「高風居（気高い人の住まいの意で、武四郎を称えて命名）」に移され、さらに三鷹の山田敬亮別荘に移築される。戦時中に同別荘地を買い取った中島飛行機が戦後に大学用地として売却したことから、国際基督教大学構内に保存された経緯がある。特別公開は、大学祭の期間中のみ。

## 著作・作品
- 『四国遍路道中雑誌』1844年。 19歳の天保7年（1836年）に四国八十八ヶ所霊場をまわった紀行文をまとめた3巻からなる弘化元年（1844年）の草稿[注釈 10]
- 「蝦夷大概之図」1850年。 （嘉永3年）松浦武四郎記念館所蔵
- 「蝦夷変革図」1851年。（嘉永4年）
- 「蝦夷語便覧 (校正) 後方羊蹄於路志」（版本・1鋪）1855年。 （安政2年）石水博物館所蔵[11]
- 「新選 末和留辺志」（版本・1鋪）1857年。 (安政4年) 同上[11]
- 「東西蝦夷山川地理取調図」（版本・28鋪）1859年。 （安政6年）同上[11][† 1]
- 『天鹽日誌』（木版）多氣志樓、1862年。 NCID BN16020465。 33丁[† 2][† 3][† 4]
- 『アイヌ人物誌』 47巻、更科源蔵; 吉田豊 (翻訳)、農山漁村文化協会〈人間選書〉、1981年。ISBN 454081026X。 NCID BN01680631。 342p[† 5][† 6]
- 「千島一覧」（大判 錦絵3枚続）、和泉屋市兵衛版、1870年。 松浦武四郎記念館所蔵
- 『蝦夷日誌』吉田常吉 編、時事通信社、1959年。 新版1984年 ほか[† 7][† 8][† 9][† 10]
- 『三航蝦夷日誌（上）』吉田武三 (校註)、吉川弘文館、1970年。doi:10.11501/9490701。全国書誌番号:73017676。[† 11]
- 『三航蝦夷日誌（下）』吉田武三 (校註)、吉川弘文館、1971年。doi:10.11501/9490702。全国書誌番号:73017677。[† 12]

## ゆかりの行事、記念事業
毎年2月最終日曜に、松浦武四郎記念館をメイン会場とした「武四郎まつり」が開催されている。
2018年には北海道命名150年を記念した「北海道150年事業」が行われ、その一環として武四郎に関するイベントを各地で開催。また同年は松浦武四郎の生誕200年にも当たり、松阪市は平成30年（2018年）2月24日の開会式に始まり一連の記念事業を行った。

### 主な記念事業
- 武四郎の大首飾り（静嘉堂文庫所蔵）のレプリカ作製（松阪市、2018年10月13日に武四郎フォーラムで一般公開）[55]
- 記念講座（松浦武四郎記念館、同年3月–2019年2月）[56]
- 松浦武四郎生誕200年記念競輪（松阪競輪、2018年3月26日–同28日）[57][58]
- 大杉谷訪問記念の看板除幕式（大台町、同年4月10日）[59]
- 劇団わらび座ミュージカル「アイヌ・ネノ・アン・アイヌ」（ニトリ文化ホール、同年8月22日–同23日を皮切りに全国12会場） - テーマは武四郎とアイヌ民族の交流[56][60]
- 松浦武四郎生誕200年記念イベント（国際基督教大学）[61]

1. 松浦武四郎 生誕二百年記念シンポジウム「一畳敷の世界を探究する」（国際基督教大学、2018年10月8日）[62][63][64]
2. 特別展「ICUに残る一畳敷」（大学博物館湯浅八郎記念館、2018年9月11日–同年11月9日）[61]
3. 企画展「パイオニアたれ—松浦武四郎と明治知識人の系譜」（大学歴史資料室、2018年10月6日–2019年6月14日）[61]
4. 泰山荘の特別公開 （2018年10月20日–同21日）[61][65]

- 北海道150年特別功労賞贈呈式（北海道、同年10月12日）[66]
- 武四郎フォーラム「武四郎の道は未来へとつづく」（松阪市、クラギ文化ホール）[67]
- 小学生対象体験型講座「まちをあそぼう—武四郎さんをさがせ」（松浦武四郎記念館、10月27日–同28日）[56][68]
- 北海道150年 松浦武四郎講演会「松浦武四郎、北の大地に立つ」（鷹栖町、同年11月18日）[69][70]
- 巡回展[67]
第4回特別展「幕末維新を生きた旅の巨人 松浦武四郎—見る、集める、伝える」（北海道博物館、2018年（平成30年）6月–8月） - 情報収集家・古物収集家としての松浦像—幕末の志士や政治家、知識人・文人たちとの交友[71]
特別展「幕末維新を生きた旅の巨人 松浦武四郎」（三重県総合博物館、同9月15日–11月11日）[56][72]
「幕末維新を生きた旅の巨人 松浦武四郎 Matsuura Takeshiro Exibition」（北海道立帯広美術館、2018年12月15日—2019年2月11日）- 地図や日誌、絵画、書簡、収集した古物（書画骨董品）など展示[73][74]

### 伝記文献
- フレデリック・スタール『The Old Geographer — Matsuura Takeshiro』1916年。[9]
- 横山健堂『松浦武四郎』北海出版社、1944年。[† 13]
- 吉田武三『白い大地 北海道の名づけ親・松浦武四郎』さ・え・ら書房、1972年。
- 更科源蔵『松浦武四郎』淡交社「日本の旅人」、1973年。 新版2018年11月
- 新谷行『松浦武四郎とアイヌ』麦秋社、1978年。
- 花崎皋平『静かな大地 松浦武四郎とアイヌ民族』岩波書店、1988年。[注釈 11]
- 佐江衆一『北海道人 松浦武四郎』新人物往来社、1999年。
- 中村博男『松浦武四郎と江戸の百名山』平凡社新書、2006年。
- 早川禎治『アイヌモシリ紀行 松浦武四郎の『東西蝦夷日誌』をいく』中西出版、2007年。
- 合田一道『松浦武四郎 北の大地に立つ』北海道出版企画センター、2017年。 他多数刊

### 著作の復刊
北海道出版企画センターから、下記のほか多数の著作と関連書籍が翻刻・復刊されている。
- 『松浦武四郎選集』北海道出版企画センター。
  - 『蝦夷婆奈誌・東西蝦夷場所境取調書・下田日誌』 1巻、1996年12月。
  - 『蝦夷訓蒙図彙・蝦夷山海名産図会』 2巻、1997年12月。
  - 『辰手控 1-8 (安政3年)』 3巻、2001年10月。
  - 『巳手控 1-7 (安政4年)』 4巻、2004年6月。
  - 『午手控 1 1-11 (安政5年)』 5巻、2007年9月。
  - 『別巻』2008年4月。
  - 『午手控 2 12-18・外1-3 (安政5年)』 6巻、2008年8月。

その他の翻刻や復刊・複製された著作は以下を含む（本文に出現の順）。
1. ↑  『東西蝦夷山川地理取調紀行天鹽日誌 : 多氣志樓蔵版』丸山道子、凍土社、1974年。 NCID BN05540543。 84p
2. ↑  『多氣志樓蝦夷日誌集』與謝野寛; 正宗敦夫; 與謝野晶子 (編纂校訂)、日本古典全集刊行會〈日本古典全集〉、1928年。 NCID BA62838272。 3冊
3. ↑  『多気志楼蝦夷日誌集』現代思潮社〈覆刻日本古典全集〉、1978年。 NCID BN00938520。 3冊
4. ↑  『天塩日誌 : 現代語版』国土交通省北海道開発局旭川開発建設部名寄河川事務所、北海道上川総合振興局、2018年。 NCID BB26493276。 59p [50][51]
5. ↑  『アイヌ人物誌』 423巻、更科源蔵, 吉田豊 (翻訳)、平凡社〈平凡社ライブラリー〉、2002年。ISBN 4582764231。 NCID BA55082788。 367p
6. ↑  『アイヌ人物誌 : 松浦武四郎原著『近世蝦夷人物誌』』（新版）更科源蔵, 吉田豊 (翻訳)、青土社、2018年。ISBN 9784791770960。 NCID BB27036451。 365p
7. ↑  吉田常吉『松浦武四郎蝦夷日誌 (上)』時事通信社〈時事新書〉、1962年。doi:10.11501/2975422。全国書誌番号:62011044。
8. ↑  吉田常吉『松浦武四郎蝦夷日誌 (下)』時事通信社〈時事新書〉、1962年。doi:10.11501/2975423。全国書誌番号:62011044。
9. ↑  吉田常吉『蝦夷日誌 上』時事通信社、1984年。doi:10.11501/9490881。ISBN 4-7887-8427-0。全国書誌番号:85014155。 『東蝦夷日誌』『西蝦夷日誌』 (昭和37年刊) の改題新版
10. ↑  吉田常吉『蝦夷日誌 下』時事通信社、1984年。doi:10.11501/9490882。ISBN 4-7887-8427-0。全国書誌番号:85014155。 『東蝦夷日誌』『西蝦夷日誌』 (昭和37年刊) の改題新版
11. ↑  （オンデマンド版 全国書誌番号:21398274ISBN 978-4-642-00925-6 2007年）
12. ↑  （オンデマンド版 全国書誌番号:21398275ISBN 978-4-642-00926-3 2007年）
13. ↑  横山健堂『松浦武四郎』260号、大空社、東京〈伝記叢書〉、1997年5月。ISBN 4-7568-0471-3。全国書誌番号:98054365。 北海出版社昭和19年刊の複製

### その他
- ヘンリー・スミス『泰山荘―松浦武四郎の一畳敷の世界』国際基督教大学博物館 湯浅八郎記念館、1993年。
- 高木崇世芝、安村敏信、坪内祐三『幕末の探検家松浦武四郎と一畳敷』INAX出版〈Inax booklet〉、2010年。
- 真山隼人 (浪曲師・歌); 渡邊八尋 (作詞); 森悦彦 (作曲); 吉田まゆみ (編曲)『紅蓮の旅人 (歌謡曲)』。

## 松浦武四郎が登場する作品
テレビドラマ
- 永遠のニㇱパ 〜北海道と名付けた男 松浦武四郎〜（2019年、NHK、演：松本潤）

## テレビ番組
- 歴史秘話ヒストリア 北の大地に夢を追え 〜”北海道” 誕生の秘密〜 「北海道」の名付け親・松浦武四郎（2015年6月24日、NHK）[77]